# UFC Fight Night: Cowboy vs. Medeiros
UFC Fight Night: Cowboy vs. Medeiros（ユーエフシー・ファイトナイト：カウボーイ・バーサス・メデイロス、別名UFC Fight Night 126）は、アメリカ合衆国の総合格闘技団体「UFC」の大会の一つ。2018年2月18日、テキサス州オースティンのフランク・アーウィン・センターで開催された。

## 大会概要
本大会ではドナルド・セラーニとヤンシー・メデイロスによるウェルター級戦が組まれた。

## 試合結果

### アーリープレリム
第1試合 ミドル級 5分3R
○  オスカル・ピエホタ vs.  ティム・ウィリアムス ×
1R 1:54 KO（右フック→パウンド）
第2試合 ウェルター級 5分3R
○  アレックス・モロノ  vs.  ジョシュ・バークマン ×
1R 2:12 ギロチンチョーク

### プレリミナリーカード
第3試合 女子バンタム級 5分3R
○  ルーシー・プディロバ vs.  サラ・モラス ×
3R終了 判定3-0（29-28、29-28、29-27）
第4試合 フライ級 5分3R
○  ロバート・サンチェス vs.  ジョビー・サンチェス ×
1R 1:50 リアネイキッドチョーク
第5試合 ウェルター級 5分3R
○  ジェフ・ニール vs.  ブライアン・カモージ ×
1R 2:48 ブルドッグチョーク
第6試合 ライト級 5分3R
○  ディエゴ・フェレイラ vs.  ジャレッド・ゴードン ×
1R 1:58 TKO（左フック→パウンド）

### メインカード
第7試合 ライト級 5分3R
○  セージ・ノースカット vs.  チバウト・グーチ ×
3R終了 判定3-0（29-28、29-28、29-28）
第8試合 フェザー級 5分3R
○  ブランドン・デイビス vs.  スティーブン・ピーターソン ×
3R終了 判定3-0（30-27、29-28、30-26）
第9試合 ウェルター級 5分3R
○  カーティス・ミレンダー vs.  チアゴ・アウベス ×
2R 4:17 KO（左膝蹴り）
第10試合 ライト級 5分3R
○  ジェームス・ヴィック vs.  フランシスコ・トリナウド ×
3R終了 判定3-0（29-28、29-28、29-28）
第11試合 ヘビー級 5分3R
○  デリック・ルイス vs.  マルチン・ティブラ ×
3R 2:48 KO（右フック→パウンド）
第12試合 ウェルター級 5分5R
○  ドナルド・セラーニ vs.  ヤンシー・メデイロス ×
1R 4:58 TKO（右ストレート→パウンド）

### 各賞
ファイト・オブ・ザ・ナイト： ブランドン・デイビス  vs. スティーブン・ピーターソン
パフォーマンス・オブ・ザ・ナイト： デリック・ルイス、カーティス・ミレンダー
各選手にはボーナスとして5万ドルが授与された。